# Società Generale Missilistica Italiana
SIGMI S.p.A. - Società Generale Missilistica Italiana era una azienda italiana che operava nel settore missilistico.

## Storia
La società viene creata il 9 aprile 1952 da Bombrini Parodi Delfino (25%), Finmeccanica (25%) ed altre due persone giuridiche tra cui Sigme - Società Italiana Generale Munizioni Esplosivi S.p.A. con lo scopo di assemblare i vari componenti di armamenti esplosivi e di munizionamenti per successivamente aggiudicarsi commesse per la fornitura di tali prodotti.
Diventa SGMI il 12 luglio 1961, a seguito dell'incorporazione delle attività missilistiche di Sispre (Fiat-IRI/Finmeccanica) e Bombrini Parodi Delfino.
Nel 1976 amplia le sue attività alla manutenzione e rigenerazione di missili e razzi.
Successivamente confluisce nel gruppo Aeritalia.

## Attività
È stata membro dell'Agenzia Nato HAWK, agenzia internazionale sotto l'egida Nato, che si occupava dello sviluppo del missile contraereo Raytheon HAWK, insieme a Nuova San Giorgio, Oto Melara, SETEL ed Aerochemie.

## Fonti
- peacelink.it.
- repubblica.it, su ricerca.repubblica.it.